# Pulau Budd
Pulau Budd är en ö i Indonesien.   Den ligger i provinsen Papua Barat, i den nordöstra delen av landet, 2 800 km öster om huvudstaden Jakarta. Arean är 0,21 kvadratkilometer.
Terrängen på Pulau Budd är mycket platt. Den sträcker sig 0,6 kilometer i nord-sydlig riktning, och 0,5 kilometer i öst-västlig riktning.